# Honda CB 300R
La Honda CB 300R è un motociclo prodotto dalla casa motociclistica giapponese Honda dal 2017.

## Descrizione
La CB 300R è una naked della famiglia CB, dotata di un propulsore da 286 cm³ monocilindrico, presentata per la prima volta all'EICMA di Milano nel novembre 2017 in sostituzione della Honda CB 300F. Le vendite sono iniziate in Europa e in Asia nel 2017, mentre negli Stati Uniti nel 2018.
Della moto ne è stata derivata una versione con 
cilindrata inferiore chiamata CB 250R, che viene venduta in Giappone e Malaysia.